# Charles Saffray
Charles Clair Saffray est un explorateur, naturaliste, botaniste et médecin hygiéniste français né le 26 décembre 1833 à Ploërmel et mort le 17 février 1890 à Paris. Il est surtout connu pour son expédition en Nouvelle-Grenade au XIXe siècle.

## Biographie
Charles Saffray est né le 26 décembre 1833 à Ploërmel, rue du Bignon, de l'union de Pierre Clair François Saffray et de Marie Raoul des Essarts. Il est le frère de l'autrice Raoul de Naverny,.
Il obtient d'abord un doctorat ès lettres à Paris puis part dans les années 1850 en Nouvelle-Grenade où il part pour des raisons floues. Il part à la recherche de gisements miniers et y exerce la médecine, notamment auprès de Julio Arboleda. Il débarque à Santa Maria, remontre le fleuve Magdalena  pour arriver à Medellín  où il aurait été professeur de physique et de français et séjourne un au sein d'une tribu avant de se rendre jusqu'à Popayán. Du fait de troubles dans le pays, il décide s’embarquer pour le Panama, puis pour l’Europe.
Il publie son récit de voyage dans le pays andin dans Le Tour du Monde entre 1872 et 1873 dans lequel il étudie en botaniste la nature tropicale et en ethnologue les usages traditionnels des populations locales. Le docteur Saffray est reconnu aussi pour son ouvrage paru en 1878, Les moyens de vivre longtemps, principes d'hygiène. 
Il vécut aux États-Unis où il devient professeur de physiologie à New-York et Louisville. En 1877, il se rend à Philadelphie pour la Société de géographie commerciale.
Grand vulgarisateur, il écrit des ouvrages scientifiques comme La physique des champs (1876), Le médecin du foyer (1879), Leçons de choses (1880) mais aussi de nombreux articles dans les revues, notamment dans le Manuel général de l'instruction primaire : journal hebdomadaire des instituteurs et le Dictionnaire de pédagogie et d'instruction primaire. Il conçoit également un meuble, un musée scolaire, son « musée des écoles » est commercialisé par Hachette,. Il publie aussi chez Hachette une Histoire de la Terre (1880) et aurait prédit l'avenir du végétarisme.
Il se marie le 22 février 1885 à Saint-Médard-de-Presque (Lot) avec Marie Molin de Teyssieu.
Il devient officier d'académie, secrétaire de la Société française d'Hygiène, membre de la Société des gens de lettres.
Il meurt 102, avenue des Ternes à Paris le 17 février 1890.